# Đảo Santa Catalina, California
Santa Catalina, thường được gọi là đảo Catalina, hoặc chỉ Catalina, là một hòn đảo đá ngoài khơi bờ biển bang California của Hoa Kỳ ở Vịnh Santa Catalina. Hòn đảo này dài 22 dặm Anh (35 km) và rộng 8 dặm (13 km) ở chỗ rộng nhất của nó. Hòn đảo này có cự ly khoảng 22 dặm (35 km) về phía nam tây nam của Los Angeles, California. Điểm cao nhất trên đảo là 2.097 foot (639 m) núi Orizaba và nó là một phần của quần đảo Channel của California, Santa Catalina thuộc Quận Los Angeles.
Catalina đã có người định cư là những Mỹ bản địa, họ gọi là hòn đảo Pimugna hoặc Pimu và tự gọi mình là Pimugnan hoặc Pimuvit. Những người châu Âu đầu tiên đến vào Catalina tuyên bố chủ quyền hòn đảo cho đế chế Tây Ban Nha. Trong quá khứ, tuyên bố chủ quyền với đảo chuyển đến Mexico và sau đó đến Hoa Kỳ. Trong thời gian này, hòn đảo này được sử dụng không thường xuyên được bởi những người buôn lậu, những người săn rái cá, vàng đào, trước khi được phát triển thành một điểm đến du lịch bởi ông trùm chủ hãng kẹo cao su William Wrigley Jr bắt đầu vào thập niên 1920. Từ thập niên 1970, hầu hết hòn đảo đã thuộc quyền quản lý của Catalina Island Conservancy.
Năm 2019, tại triển lãm WWDC 2019, Apple đã ra mắt hệ điều hành macOS Catalina, đặt theo tên của hòn đảo này. Tất cả các thiết bị MacBook và iMac đã được lên phiên bản macOS Mojave đều được lên phiên bản này.
Ngoài ra hình ảnh đảo này còn được làm hình đại diện cho hệ điều hành macOS của Apple.